# (339486) Raimeux
(339486) Raimeux ist ein Asteroid des äußeren Hauptgürtels, der vom Schweizer Physiklehrer und Amateurastronomen Michel Ory am Jura-Observatorium (IAU-Code 185) in Vicques im Kanton Jura am 3. April 2005 entdeckt wurde. Ory war Direktor des Observatoriums.
Der Asteroid wurde am 27. Januar 2013 nach dem Mont Raimeux benannt, dem höchsten Berg im Kanton Jura. Der 1'302 Meter hohe Berg befindet sich in der Nähe des Jura-Observatoriums.